# 米哈尔·比尔纳
米哈尔·比尔纳（捷克語：Michal Birner，1986年3月2日—），生于利托梅日采，捷克男子冰球运动员。他曾代表捷克国家队参加2018年冬季奥林匹克运动会冰球比赛，获得第四名。